# Hypselotriton orientalis
Hypselotriton orientalis o tritón vientre de fuego, es una especie de anfibios de la familia Salamandridae.

## Distribución geográfica
Es endémico del centro-este de China, incluyendo Henan, sur de Anhui, Jiangsu, Zhejiang, Guangxi, Fujian, este de Hubei y Hunan.

## Estado de conservación
Se encuentra amenazada por la pérdida de su hábitat natural.